# Винницька Ярина Володимирівна
Яри́на Володи́мирівна Ви́нницька (нар. 19 жовтня 1971, Львів) — українська письменниця, публіцистка, культурна і громадська діячка, перекладачка та видавниця. Учасниця Помаранчевої революції.

## Життєпис
Ярина Винницька народилась у Львові. Батько — інженер, викладач Львівської політехніки, мати — українська філологиня.
Закінчила Львівський Національний університет ім. Івана Франка за спеціальністю «англійська філологія». Пізніше в тому ж університеті здобула другу вищу освіту за спеціальністю «психологія». Під час навчання в університеті була активною учасницею «Студентського братства» та брала участь у Революції на граніті.
З 1995 по 2003 рік викладала на факультеті іноземних мов у Львівському університеті імені Івана Франка, закінчила аспірантуру і підготувала дисертаційне дослідження з психолінгвістики («Вплив акцентуації особистості на авторський стиль на матеріалі творчості Ернеста Гемінґвея»).
З 1996 по 2005 рік займалась у студії Театру ім. Леся Курбаса, досліджувала традиційний спів України, співзаснувала театральну студію «Майстерня пісня» разом із Наталією Половинкою та Сергієм Ковалевичем (нині театр «Слово і Голос»).
Брала активну участь у Помаранчевій революції та Євромайдані.[джерело?]
Проживає у Львові.

## Творчість
Ярина Винницька неодноразово публікувалася у виданнях «Збруч», «Post-Поступ», «Газета по-українськи», «Український тиждень».
Авторка артбуків «Скриня. Речі Сили», "Ковчег "Україна", «Наречена», «У країні сирних коників», «Школа Різдва».
Переклала книги Елізабет Ґілберт «Їсти молитися кохати» (ВСЛ, 2015), Станіслава Ґрофа «Психологія майбутнього», Екгарта Толле «Сила моменту Тепер», «Нова Земля» (Terra Incognita, 2016—2019).
Організовувала численні книжкові презентації, майстеркласи, круглі столи і панельні дискусії в межах Книжкового Арсеналу і Форуму видавців. Організувала приїзди в Україну всесвітньовідомих психотерапевтів Станіслава Ґрофа і Берта Геллінґера.
У 2016 році Ярина Винницька разом із Дмитром Осиповим заснувала національну артплатформу «Ковчег Україна», метою якої є популяризація української культурної спадщини.
У 2017 році разом із Юрієм Чопиком стала співзасновницею і головною редакторкою видавництва «Terra Incognita», кураторкою спецпроєкту «Золота українська полиця», що презентує знакові твори української літератури у формі артбуків. На 2020 рік у цій серії вийшли книги Тараса Прохаська, Григорія Сковороди, Миколи Гоголя, Олеся і Громовиці Бердник.
Ярина Винницька є також авторкою і креативною продюсеркою масштабного мистецького проєкту «Ковчег Україна: музика», який вперше транслювався онлайн 24 жовтня 2020 року. Проєкт поєднує шедеври української музичної спадщини від архаїчних колядок і класичних творів до сучасних експериментів ДахиБрахи. Крім того, він символізує музичний ковчег, метою якого є зберегти українську спадщину і донести цей скарб до наступних поколінь. У цьому проєкті Винницька організувала співпрацю майже 200 учасників зі всієї України: гурту «ДахаБраха», «Курбаси», чоловічого хору «Дударик», Київського дівочого хору імені Миколи Лисенка, Сергія Жадана, поліської співачки Домініки Чекун. Молодіжний симфонічний оркестр України під керівництвом Оксани Линів також брав участь у проєкті.
2021 року Міністерство культури запросило проєкт Ярини Винницької до святкування 30-річчя Незалежності України і організації фестивалю Ковчег Україна: 10 століть української музики — як авторку і креативну продюсерку дійства.
Ярина Винницька була номінована на Шевченківську премію 2022 за проєкт "Ковчег "Україна". 14 січня 2023 відбувся другий тур конкурсного відбору і за його результатами "Ковчег" лишився одним з двох претендентів на здобуття премії в номінації “Музичне мистецтво”.

## Нагороди
- 2016 — артбук «Скриня. Речі Сили» — Найкраща книга Форуму видавців 2016, особиста відзнака мера Львова.[11]
- 2017 — артбук «Наречена» — особлива відзнака Львівського журі конкурсу Найкраща книга Форуму видавців 2017,[12] Найкраща книга в номінації «Дитяче свято» (пізнавальна та розвиваюча книга) Всеукраїнського рейтингу «Книга року».[13]
- 2018 — різдвяна казка зі Львова «У країні сирних коників» пройшла державний конкурс на закупівлю у бібліотеки України.[14]
- 2019 — «Байки Харківські» Григорія Сковороди ввійшли до короткого списку конкурсу Найкращий книжковий дизайн Книжкового Арсеналу 2019,[15] найкраща книга Букфоруму у номінації «Класична література».[16]